# Crematogaster stadelmanni
Crematogaster stadelmanni är en myrart som beskrevs av Mayr 1895. Crematogaster stadelmanni ingår i släktet Crematogaster och familjen myror.

## Underarter
Arten delas in i följande underarter:
- C. s. anguliceps
- C. s. angustata
- C. s. dolichocephala
- C. s. gracilenta
- C. s. intermedia
- C. s. ovinodis
- C. s. schereri
- C. s. spissata
- C. s. stadelmanni